# James Henry Mapleson
Colonel James Henry Mapleson (* 4. Mai 1830 in London; † 14. November 1901) war ein englischer Opernimpresario.

## Leben
Der Enkel des Geigers und Bratschisten James Wheble Mapleson studierte Gesang und Violine an der Royal Academy of Music in London und spielte Bratsche im Orchester der Akademie. 1849 organisierte er eine Konzerttournee mit einer Gruppe, die aus der Sängerin Henriette Sontag, dem Tenor Enrico Calzolari, dem Bariton Giovanni Battista Belletti, dem Bassisten Luigi Lablache und dem Pianisten Sigismund Thalberg bestand. Eine weitere Konzertreise fand im Folgejahr mit Pauline Viardot statt. Er studierte dann drei Jahre in Italien bei Alberto Mazzucato und versuchte 1854 in London eine Laufbahn als Sänger. Er bekam jedoch eine Kehlkopfentzündung und verlor nach einer Operation seine Stimme.
Daher beschloss er, eine Laufbahn als Musikmanager einzuschlagen. Er gründete 1856 seine erste Musikagentur in London und adaptierte Michael William Balfes Oper Bohemian Girl für die englische Bühne. Von 1858 bis 1861 war er Assistent von E. T. Smith, dem Opernmanager des Haymarket Theatre. 1861 übernahm er die Leitung des Lyceum Theatre, dessen Saison er mit einer Aufführung von Giuseppe Verdis Il trovatore mit Therese Tietjens, Marietta Alboni, Antonio Giuglini und Enrico Delle Sedie eröffnete. 1862 wurde er Manager des His Majesty's Theatre, zu dessen Ensemble neben Tietjens und Giuglini u. a. Zelia Trebelli und die Schwestern Barbara und Carlotta Marchisio gehörten. Er produzierte hier 1863 Charles Gounods Faust und unternahm mit dem Ensemble des Hauses eine Konzerttournee mit Musik von Gounod.
Im Folgejahr führte er unter dem Titel Falstaff Otto Nicolais Oper Die lustigen Weiber von Windsor mit Tietjens, Giuglini, Trebelli, Edouard Gassier und Charles Santley auf. 1865 holte er Ema Pukšec nach London und brachte Beethovens Fidelio auf die Bühne. Sein Tenor in dieser Saison war Giovanni Matteo Mario, für das Folgejahr sicherte er sich die berühmte Giulia Grisi. 1867 hatte er große Erfolge mit Christine Nilsson.
1868 brannte das His Majesty's ab, und Mapleson wechselte zum Theatre Royal in der Drury Lane. Dort führte er italienische Opern mit Tietjens, Nielsson, Clara Louise Kellogg und anderen auf. 1869–70 arbeitete er mit Frederick Gye zusammen, danach kehrte er ans Theatre Royal zurück, wo Italo Campanini und Marie Marimon ihr Londondebüt hatten. 1876 produzierte er Wagners Lohengrin mit Nilsson, Campanini und Antonio Galassi, im Winter des Jahres begann er mit dem Bau des National Opera House das jedoch nie vollendet wurde. 1877 leitete er die Eröffnung des wiedererbauten Her Majesty’s Theatre.
1877 reiste er mit einer Operntruppe mit Etelka Gerster, Minnie Hauk, Zelia Trebelli, Alwina Valleria, Italo Campanini, Giuseppe Frapolli, Antonio Galassi, Giuseppe del Puente und Luigi Arditi nach New York.  Er führte in dieser Saison in New York La Traviata, Lucia di Lammermoor, La sonnambula, Carmen, Faust, Il Trovatore, Die Zauberflöte, I Puritani, Figaro, Rigoletto, Don Giovanni, Ruy Blas Dinorah, Robert le diable, Il Talismano, Les Huguenots und Der Freischütz auf.  Daneben spielte die Truppe in Boston, Philadelphia, Chicago und anderen Großstädten der USA, und im Sommer arbeitete Mapleson zudem auch in London.
1880 produzierte er in London Arrigo Boitos Mefistofele mit Nilsson, Trebelli, Rokano Nannetti und Campanini, im Frühjahr des Folgejahres wiederholte er die Aufführung mit Alwina Valleria, Annie Louise Cary und Campanini. 1881 nahm er mit seiner Truppe am Opernfestival von Cincinnati teil, wo Luigi Ravelli seinen ersten Auftritt hatte. In den nächsten Jahren ließ Maplesons Erfolg in den USA, nicht zuletzt durch die Eröffnung der Metropolitan Opera 1883 nach. Seine letzte Saison in Amerika bestritt er von 1885 bis 1886 mit Minnie Hauk, Lillian Nordica, Alma Fohström, Luigi Ravelli, Giuseppe del Puente und anderen und einer Aufführung von Jules Massenets Manon. Mit dem Rest seiner Truppe gab er dann Konzerte in England und hatte noch eine Opernsaison in der Covent Garden Opera. Danach organisierte er nur noch verhältnismäßig unbedeutende Konzerte in der englischen Provinz.